# Arthur Lilienthal
Arthur Lilienthal (geboren 13. März 1899 in Charlottenburg bei Berlin; gestorben 1942) war ein deutscher Jurist.

## Leben

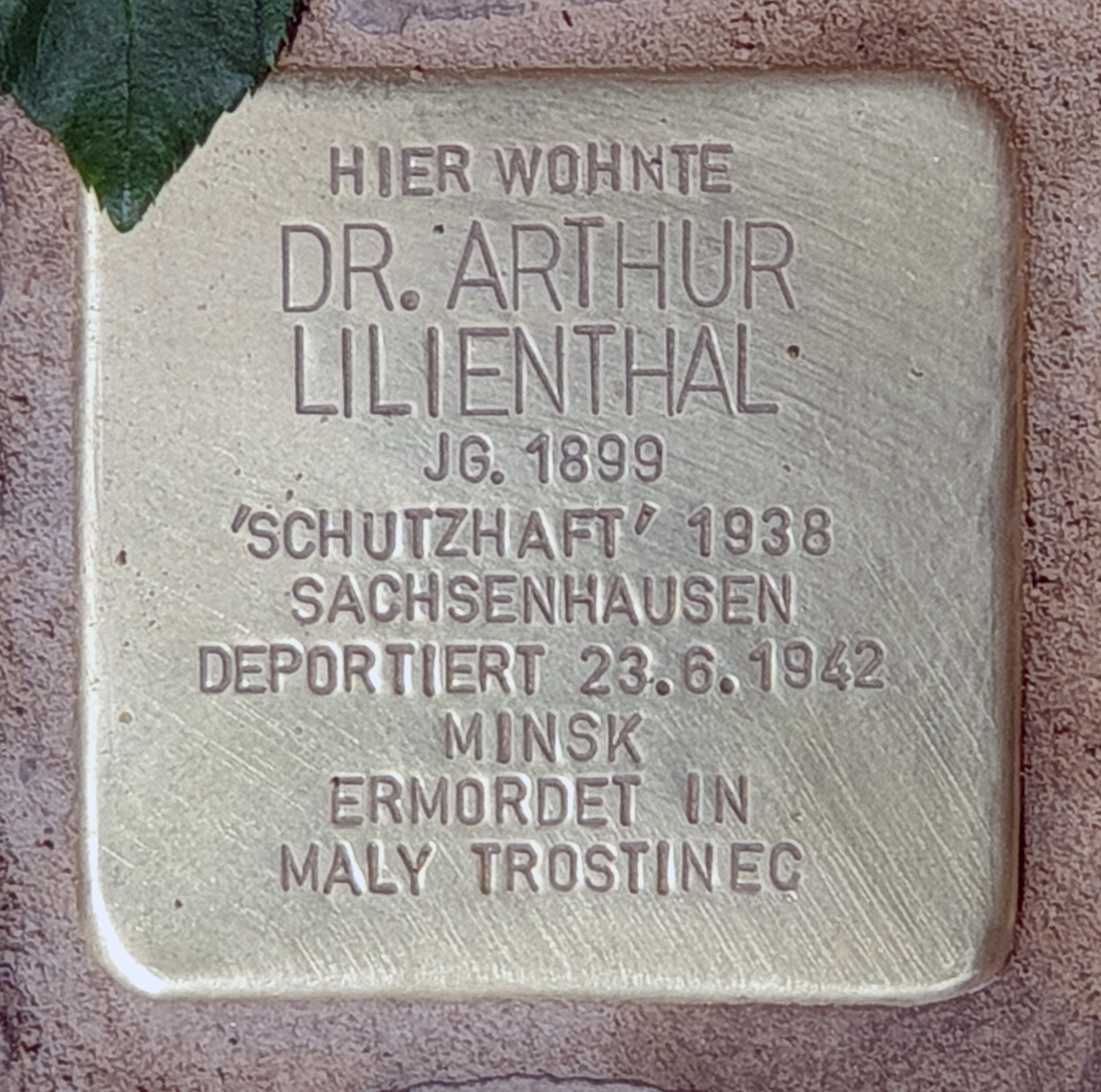
Stolperstein am Haus, Bechstedter Weg 11, in Berlin-Wilmersdorf

Arthur Lilienthal, ein Sohn des Juristen und Syndikus der Jüdischen Gemeinde Berlin Leo Lilienthal (1857–1927) und seiner Frau Rosa geb. Bab (1873–1933), einer Schwester von Julius Bab, war aktiv in der jüdischen Jugendbewegung. Er besuchte das Mommsen-Gymnasium und wurde noch im September 1918 Soldat im Ersten Weltkrieg und wurde im Juli 1919 demobilisiert. Lilienthal studierte Rechtswissenschaften in Berlin und wurde 1924 in Heidelberg mit einer Dissertation über die Stellung der Religionsgesellschaften in der Weimarer Verfassung promoviert.
Lilienthal schlug die Beamtenlaufbahn ein und wurde Richter. Bis zur Machtergreifung der Nationalsozialisten 1933 war er als Landgerichtsrat am Landgericht Berlin III tätig und wurde dann aus rassistischen Gründen entlassen.
Beim Preußischen Landesverband jüdischer Gemeinden war er von 1925 bis 1929 liberaler Abgeordneter und wirkte dort ab 1930 im Vorstand. Ab 1931 gehörte er beim Preußischen Landesverband jüdischer Gemeinden zu den stellvertretenden Präsidenten und stand dem Wohlfahrtsausschuss vor.
Ab 1934 gehörte er zur Leitung der Reichsvertretung der deutschen Juden in der Funktion als Generalsekretär. Seit 1939 war er Mitglied des Vorstandes der Reichsvereinigung der Juden in Deutschland. Er leitete die  Finanz- und Gemeindeabteilung der Reichsverwaltung und war für deren Bereich Gemeindeabteilung zuständig.
1942 wurde er, nachdem er bereits 1938 einige Wochen in Sachsenhausen interniert war, erneut verhaftet. Am 22. Juni 1942 wurde er mit dem 16. Osttransport nach Minsk deportiert und ist seitdem verschollen. 
Am 16. Juni 2022 wurde vor seinem ehemaligen Wohnort, Berlin-Wilmersdorf, Bechstedter Weg 11, ein Stolperstein verlegt.

## Schriften
- Die Staatsaufsicht über die Religionsgesellschaften nach Artikel 137 der Reichsverfassung, Heymann, Berlin 1925.